# Lenguas arábigas
Las lenguas arábigas incluyen el árabe clásico propiamente dicho, así como las lenguas semíticas más estrechamente emparentadas con él, filogenéticamente todas estas lenguas derivarían del proto-árabe o árabe preislámico. El grupo de lenguas arábigas incluye:
- El subgrupo sudarábigo, que es el único representado modernamente que se divide en:
  - el Árabe clásico
  - el Árabe dialectal
  - las lenguas judeo-arábigas
  - el idioma maltés
- El subgrupo nordarábigo, un grupo de variedades estrechamente emparentadas y actualmente extintas que se hablaron en la Arabia preislámica:[1][2]
  - Nordarábigo de los oasis
    - Dumaítico
    - Taimanítico
    - Dadanítico
    - Nordarábigo de otros oasis

  - Safaítico
  - Hismaico
  - Zamúdico
  - Hasaítico